# Gordon Griffith
Pour les articles homonymes, voir Griffith.
Gordon S. Griffith, né à Chicago le 4 juillet 1907 et mort à Hollywood le 12 octobre 1958, est un réalisateur adjoint, un producteur de film, et l'un des premiers  enfants acteurs américain.

## Biographie
Gordon Griffith a travaillé dans l'industrie du film pendant cinq décennies, a été acteur dans plus de 60 films et vécu la transition du cinéma muet au parlant. Pendant sa carrière d'acteur, il a joué avec Charlie Chaplin et a été le premier acteur à interpréter Tom Sawyer et Tarzan (enfant) au cinéma.

## Enfance et début dans le cinéma muet
Griffith est né le 4 juillet 1907 à Chicago, dans l'Illinois, il est le fils de l'acteur Harry Sutherland Griffith et de l'actricte Katherine Kiernan Griffith. Il grandit avec ses deux frères et sœurs, une sœur aînée, Gertrude, et un frère cadet, Graham, également acteur. Griffith est déjà un acteur expérimenté lorsque, à l'âge de sept ans, il obtient son premier rôle en tant que personnage récurrent dans la série de films Little Billy, à partir de 1913. Mack Sennett, des Keystone Studios, fait jouer Griffith dans plusieurs de ses films burlesques, caractérisés par le recours à l'humour slapstick, et il finit par obtenir des seconds rôles dans des films de Charlie Chaplin, dont Tillie's Punctured Romance, dans lequel il interprète un livreur de journaux, rôle souvent joué par Milton Berle.
C'est avec le rôle du jeune Tarzan, dans le film Tarzan of the Apes (1918), qu'il se fait connaître. Il doit alors réaliser ses propres cascades, comme grimper aux arbres, se balancer aux lianes et interagir directement avec un chimpanzé. Griffith interprète une grande partie de son rôle nu. Griffith apparaît devant l'acteur qui incarne Tarzan adulte, Elmo Lincoln, faisant de lui le premier acteur à incarner Tarzan au cinéma. Après avoir vu le film, un critique a décrit Griffith comme "un jeune acteur aux dons peu communs".
Griffith est alors retenu pour jouer le rôle de Tom Sawyer dans Huckleberry Finn. Plus tard, il est à nouveau engagé dans le premier feuilleton Tarzan, dans le rôle de Korak, le fils de Tarzan, un rôle qui a été décrit comme "anticipant les rôles de "garçon" de John Sheffield [dans les films de Tarzan ultérieurs]". Il continue à jouer dans des films muets jusqu'à son adolescence, notamment dans le rôle du frère aîné de Mary Pickford dans Little Annie Rooney (1925).
Les deux parents de Griffth décèdent dans les années 1920, sa mère en 1921 et son père en 1926. Au moment du recensement de 1930, lui et son frère vivaient avec sa sœur et sa famille à Pasadena, en Californie.

## Cinéma parlant
Bien que sa carrière survive à la transition des films muets aux films parlants, Griffith obtient des rôles de plus en plus mineurs, n'étant parfois même pas crédité pour ses performances. Alors que sa carrière d'acteur s'essouffle, Griffith s'oriente vers d'autres domaines de l'industrie cinématographique. À l'âge de vingt-trois ans, il décroche ainsi son premier emploi en tant qu'assistant réalisateur. Son dernier rôle d'acteur lui est attribué six ans plus tard, dans le film Outlaws of the Range, en 1936. Griffith continue néanmoins à travailler dans l'industrie cinématographique jusqu'à sa mort. Entre 1931 et 1940, il travaille ainsi comme assistant réalisateur dans plus d'une vingtaine de films, y compris ceux des studios hollywoodiens Monogram Pictures.
Entre 1941 et 1953, il est producteur ou producteur associé sur quatre films. Il est producteur associé de Robert E. Sherwood et de pour la maison de production Gregory Ratoff Productions. En 1941, Griffith devient directeur de production à la Columbia Pictures, puis producteur associé à la RKO.
En 1958, Griffith meurt d'une crise cardiaque à Hollywood à l'âge de cinquante-et-un ans.

## Filmographie partielle
- 1913 : Mabel fait du cinéma (Mabel’s Dramatic Career), de Mack Sennett : un enfant
- 1914 : Charlot aime la patronne (The Star Boarder), de George Nichols : le garçon de la propriétaire
- 1914 : Charlot est content de lui (Kid Auto Races at Venice, Cal.), de Henry Lehrman : un gamin
- 1914 : Charlot et le Chronomètre (Twenty Minutes of Love), de Charles Chaplin : le garçon
- 1914 : Charlot garçon de café (Caught in a Cabaret), de Mabel Normand : un garçon dans le parc
- 1914 : Le Maillet de Charlot (The Fatal Mallet), de Mack Sennett : le petit garçon
- 1914 : Le Roman comique de Charlot et Lolotte (Tillie's Punctured Romance), de Mack Sennett : le gamin vendeur de journaux
- 1915 : Little Mr. Fixer, de Frank Lloyd : Billy
- 1917 : La Petite Américaine (The Little American), de Cecil B. DeMille et Joseph Levering : un enfant
- 1917 : The Price of Silence, de Frank Lloyd : Jimmie
- 1918 : Tarzan chez les singes (Tarzan of the Apes), de Scott Sidney : Tarzan, plus jeune
- 1918 : Le Roman de Tarzan (The Romance of Tarzan) : Tarzan enfant
- 1919 : La Petite Institutrice (Cupid Forecloses) de David Smith : Nat Farleigh
- 1920 : Le Fils de Tarzan (The Son of Tarzan)
- 1920 : L'Ève éternelle (To Please One Woman) de Lois Weber
- 1922 : Le Forgeron du village (The Village Blacksmith), de John Ford : Bill enfant
- 1925 : La Petite Annie (Little Annie Rooney), de William Beaudine : Tim Rooney, frère d'Annie
- 1926 : The Cat's Pajamas, de William A. Wellman : Jack
- 1928 : The Branded Man
- 1931 : Forgotten Women
- 1935 : Danger Ahead
- 1935 : Bars of Hate
- 1935 : Gun Play
- 1935 : Speed Limited
- 1935 : Hot Off the Press
- 1936 : Blazing Justice
- 1936 : Outlaws of the Range